# 菅野達也
菅野 達也（かんの たつや、1954年4月28日 - ）は、北海道出身の俳優。優企画所属。

## 人物
身長170cm。体重77kg。血液型O型。
趣味はバイクツーリング。特技はバイク、自動車の運転、柔道（3段）。
以前はエヌ・エー・シーに所属していた。

## 出演作品

### テレビドラマ

#### NHK
- 大河ドラマ / 山河燃ゆ（1984年） - 上橋上等兵
- 連続テレビ小説
  - かりん（1993年）
  - 春よ、来い（1994年）
  - 天うらら（1998年）
  - すずらん（1999年）
- 金曜時代劇
  - 十時半睡事件帖（1994年）
  - 宝引の辰捕者帳（1995年）
  - とおりゃんせ〜深川人情澪通り（1995年）
  - 夢暦長崎奉行（1996年）
  - 新・半七捕物帳（1997年）
  - 物書同心いねむり紋蔵（1998年）
- ドラマ新銀河 / 魚河岸のプリンセス（1995年）
- 水曜シリーズドラマ
  - 冬の螢（1997年）
  - 必要のない人（1998年）
- 土曜ドラマ / 流通戦争（1998年）
- ある日、嵐のように（2001年）
- ホーム・スイート東京（2017年）
- ドラマ10 / 昭和元禄落語心中（2018年）

#### 日本テレビ
- 木曜ゴールデンドラマ / 父と娘・七色の絆（1987年）
- 火曜サスペンス劇場
  - フルムーン旅情ミステリー
    - 第3作（1991年）
    - 第4作（1991年）
    - 第6作（1992年）
    - 第7作（1993年）
    - 第8作（1993年）

  - 弁護士・高林鮎子21（1997年） - 金物屋店主
  - 警部補 佃次郎11（2000年）
  - 街の医者・神山治郎1（2001年）
- 静かなるドン（1994年）
- 水曜ドラマ / 奇跡のロマンス（1996年）
- Pure Soul〜君が僕を忘れても〜（2001年）

#### TBS
- スクール☆ウォーズ 〜泣き虫先生の7年戦争〜（1985年）※デビュー作[2]
- 乳姉妹（1985年）
- ポニーテールはふり向かない（1986年）
- 花王 愛の劇場
  - 失われた過去（1986年）
  - 誘惑（1987年）
  - さしすせそ!?（1997年）
  - 永遠の1/2（2000年）
  - 一攫千金夢家族（2002年）
  - 大好き!五つ子5（2003年）
- おんな風林火山（1986年）
- 月曜ロードショー→月曜ドラマスペシャル→月曜ミステリー劇場→月曜ゴールデン
  - 名探偵・金田一耕助シリーズ 第6作「香水心中」（1987年）
  - 迷走地図（1992年）
  - 名探偵キャサリン
  - 西村京太郎サスペンス 十津川警部シリーズ14（1997年） - 運転手
  - 自治会長 糸井緋芽子 社宅の事件簿2（2002年）
  - 陰の季節4（2002年）
  - 駅弁刑事・神保徳之助1（2007年） - 料亭「晃月」板長
  - 湯けむりバスツアー 桜庭さやかの事件簿1（2009年） - 佐野
- 金曜ドラマ
  - 十年愛（1992年）
  - 誰にも言えない（1993年）
  - 揺れる想い（1995年）
  - 愛していると言ってくれ（1995年）
  - 愛とは決して後悔しないこと（1996年）
  - 協奏曲（1996年）
  - 青い鳥（1997年）
  - 週末婚（1999年）
- 東芝日曜劇場
  - 丘の上の向日葵（1993年）
  - カミさんの悪口（1993年）
  - スウィート・ホーム（1994年）
  - なにさまっ!（1998年）
  - サラリーマン金太郎（2000年）
  - あいくるしい（2005年）
  - ハタチの恋人（2007年）
  - DCU（2022年）
- ダブル・キッチン（1993年）
- パパはニュースキャスター 帰って来た鏡竜太郎スペシャル（1994年）
- 結婚しようよ（1996年）
- ひとり暮らし（1996年）
- 智子と知子（1997年）
- ラブとエロス（1998年）
- 天国に一番近い男（1999年）
- 魔女の条件（1999年）
- 百年の物語（2000年）
- ビッグウイング（2001年）
- サラリーマン金太郎（2004年）

#### フジテレビ
- ナショナル木曜劇場→木曜劇場
  - ライスカレー（1986年）
  - コーチ（1996年）
- ピュア（1996年）
- TOKYO23区の女（1996年）
- 木曜の怪談 ファイナル（1997年）
- 金曜エンタテインメント
  - スチュワーデス刑事1（1997年）
  - おだまりコンビシリーズ1（1999年） - マンション管理人
- 氷炎 死んでもいい（1997年）
- 彼女たちの時代（1999年）
- はるちゃん（2000年）
- 新・お水の花道（2001年）
- 愛のソレア（2004年）
- 救命病棟24時（2005年）
- 曲がり角の彼女（2005年）
- 新・風のロンド（2006年）
- Ns'あおい（2006年）
- 土曜プレミアム / 弁護士 灰島秀樹（2006年）
- 母親失格（2007年）
- 安宅家の人々（2008年）
- エゴイスト 〜egoist〜（2009年）
- HEAT（2015年）

#### テレビ朝日
- 土曜ワイド劇場
  - ビキニライン殺人事件（1988年）
  - 遠眼鏡の中の女（1990年）
  - 刑事訴訟法第三二一条の女（1991年）
  - 混浴露天風呂連続殺人
    - 第16作（1996年） - 中山晋平記念館職員
    - 第18作（1998年） - 石野宏

  - 警視庁女性捜査班1（1999年）
  - タクシードライバーの推理日誌11（1999年）
  - 法医学教室の事件ファイル
    - 第11作（1999年） - マンション管理人
    - 第15作（2001年） - 熊川（監察医）

  - 女詐欺師! 愛川ナナの殺人捜査（2000年）
  - おとり捜査官・北見志穂4（2001年） - アパート管理人
  - 万引きウオッチャー2（2002年） - 自動車整備工場経営者
  - 車椅子の弁護士・水島威9（2002年）
  - 警視庁女性捜査班4（2003年） - 刑事
- さすらい刑事旅情編
  - （1989年）
  - （1994年）
- はぐれ刑事純情派
  - （1996年）
  - （1999年）
  - （2000年）
  - （2001年）
  - （2002年）
  - （2002年）
- スーパー戦隊シリーズ
  - 電磁戦隊メガレンジャー（1997年） - おまわりさん
  - 救急戦隊ゴーゴーファイブ（1999年） - 主審
- はみだし刑事情熱系
  - （1998年）
  - （1999年）
- 感動ドラマスペシャル / 少年・15才（1998年）
- 杜の都 恋物語〜春菜17歳の決断〜（1998年、KHB）
- 燃えろ!!ロボコン（1999年） - たこ焼き屋
- 仮面ライダーシリーズ
  - 仮面ライダークウガ（2000年） - 鯨井県警本部長
  - 仮面ライダーアギト（2001年） - 警察幹部
- 金曜ナイトドラマ / YASHA-夜叉-（2000年）
- サントリーミステリー大賞スペシャル / 時の渚〜衝撃の運命（2001年）
- 木曜ミステリー / 異議あり!女弁護士大岡法江（2004年）
- 相棒（2021年） - 肉屋の主人
- 終着駅シリーズ37（2021年） - タクシードライバー

#### テレビ東京
- 刑事追う!（1996年）
- セサミストリート（2004年）

#### NHK BS-2
- BS日曜ドラマ / 父帰る（1996年）

#### WOWOW
- 連続ドラマW / プラチナタウン（2012年）

### テレビ番組
- ごちそんぐDJ（NHK Eテレ）

### 映画
- 時計 Adieu l'Hiver（1986年、日本ヘラルド）
- ゴジラvsデストロイア（1995年、東宝） - 警察責任者
- DOORIII（1996年、彩プロ） - 警備員
- 激ウマ!! チャンピオン とんかつ・フードバトル篇（2003年、ネクスタシー）※未公開
- 星砂の島 私の島〜アイランド・ドリーミン〜（2004年、オフィスキタ）
- 怪談（2007年、松竹）
- 新・銭湯童貞 チェリーボーイの沸騰寸前5秒前（2007年、シネポップ）※未公開
- パチスロバトラー さくら（2008年）

### オリジナルビデオ
- エッチの料理ショー（2004年）
- スシガール（2006年）
- SF忍者 サイバートリップ（2008年）
- 雀神（2010年）
- 殺し屋ノエル 悲しみを纏ったスナイパー（2015年）
- 三代目襲名：沙羅 濡れそぼる背に踊る愛欲の夜叉（2017年）

### 配信ドラマ
- デリシャスボディガール・瞳 超高級食パンのセクシーディナーを召し上がれ（2021年、FANZA） - 田中
- 酒癖50（2021年、ABEMA SPECIAL）

### CM
- カシオ計算機
- 日清食品
- 第一三共 リゲイン
- 若鶴吟醸 生
- ユーキャン

### 舞台
- 風流深川唄
- 賢者の贈り物
- 乾杯! 青春百姓隊
- 肝苦りさ座間味島
- 大地の詩
- 結婚という冒険